# Mental Horror
Mental Horror – brazylijska grupa muzyczna grająca brutal death metal, założona w 1993 roku w Porto Alegre.

## Historia
Zespół Mental Horror powstał w 1993 roku w Porto Alegre. Pierwsze demo Beyond the Premonitions ukazało się w październiku 1995 roku, zaś kolejne – Extreme Evolutive Trauma – w roku 1998. Materiał z Extreme Evolutive Trauma został zawarty również na splicie z grupą Queiron wydanym w 1999 roku przez brazylijską wytwórnię Mutilation Records oraz na splicie z roku 2000 Brazilian Assault z grupami Abhorrence, Ophiolatry i Nephasth, wydanym przez Relapse Records.
Pierwszy album studyjny Proclaiming Vengeance, nagrany przez zespół w składzie: Adriano Martini, César C. Meirelles i Robles Dresch, ukazał się w roku 2000 nakładem Deathvomit Records. Kolejny album Abyss of Hypocrisy, nagrany przez zespół w tym samym składzie, miał premierę 28 września 2004 roku i został wydany przez Displeased Records. W roku 2005 zespół wydał własnym nakładem demo Promo, zaś 12 grudnia 2006 roku ukazał się trzeci album studyjny zatytułowany Blemished Redemption. Płyta ta była promowana m.in. występami w Europie na festiwalach: Neurotic Deathfest, Festung Open Air, Fuck the Commerce. Reedycje Blemished Redemption, poszerzone o materiał z dema Promo, ukazały się w 2007 roku nakładem Empire Records oraz w 2008 roku nakładem niemieckiej wytwórni Animate Records.

## Muzycy
Opracowano na podstawie materiału źródłowego.

### Obecny skład zespołu
- Adriano Martini – śpiew, gitara, instrumenty klawiszowe
- Marcos Seixas – gitara
- César C. Meirelles – gitara basowa, śpiew
- Sandro Moreira – perkusja

### Byli członkowie zespołu
- Claudio Cardoso – śpiew
- Aires – gitara
- Geber – gitara basowa
- Alex Martins – perkusja
- Robles Dresch – perkusja

## Dyskografia

### Albumy studyjne
- Proclaiming Vengeance (2000)
- Abyss of Hypocrisy (2004)
- Blemished Redemption (2006)

### Splity
- Immortal Blood of Victory/Extreme Evolutive Trauma (1999)
- Brazilian Assault (2000)

### Dema
- Beyond the Premonitions (1995)
- Extreme Evolutive Trauma (1998)
- Promo (2005)